# Гуо де Ларбу
Гуо де Ларбу (фр. Gouaux-de-Larboust) насеље је и општина у јужној Француској у региону Миди Пирене, у департману Горња Гарона која припада префектури Сен Годан.
По подацима из 2011. године у општини је живело 55 становника, а густина насељености је износила 5,15 становника/km². Општина се простире на површини од 10,67 km². Налази се на средњој надморској висини од 1400 метара (максималној 2.370 m, а минималној 1.120 m).

## Демографија
| 1962. | 1968. | 1975. | 1982. | 1990. | 1999. | 2011. |
| ----- | ----- | ----- | ----- | ----- | ----- | ----- |
| 73    | 74    | 88    | 46    | 67    | 65    | 55    |

График промене броја становника у току последњих година